# 淑徳与野中学・高等学校

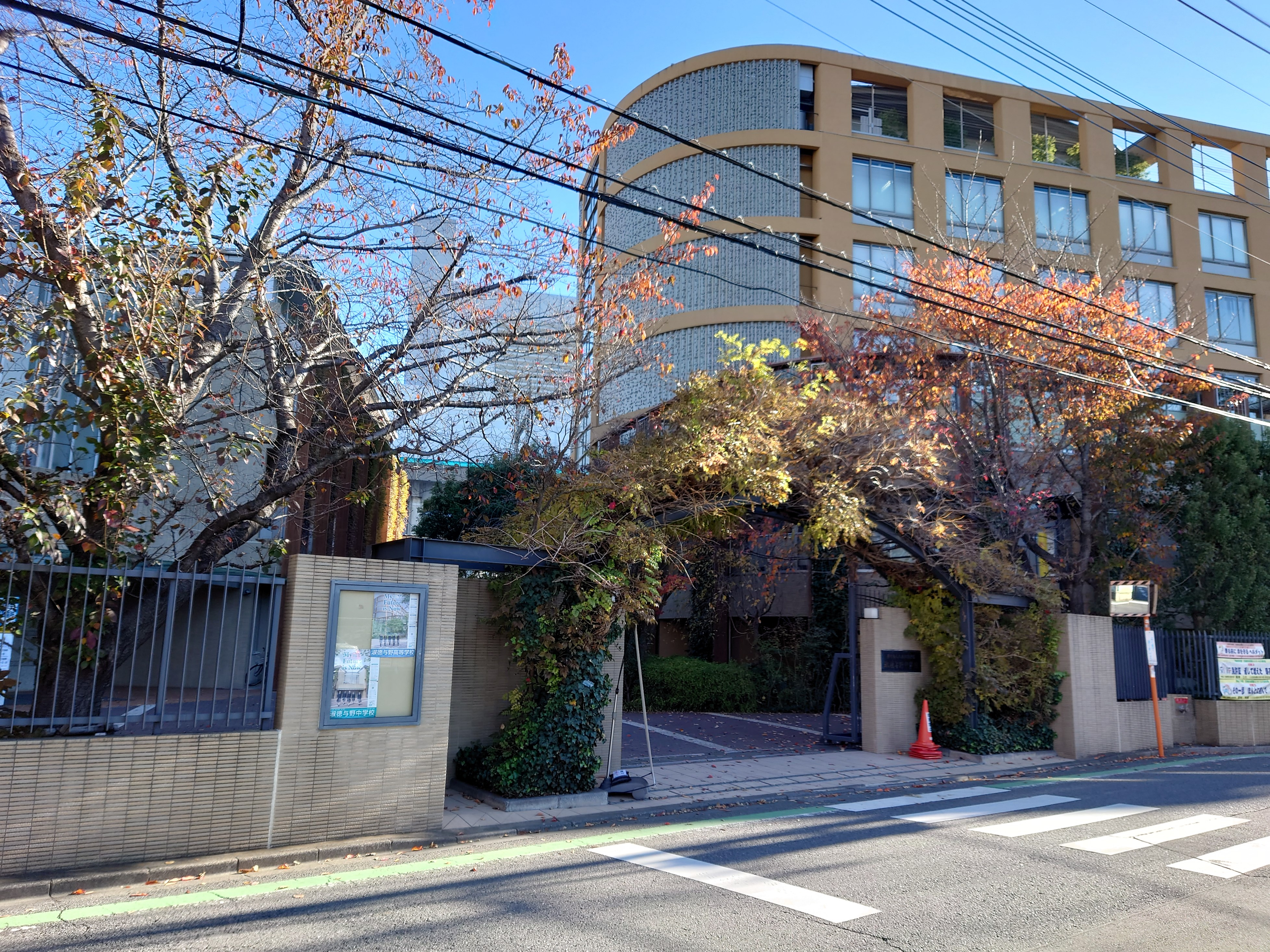
淑徳与野中学校

淑徳与野中学・高等学校（しゅくとくよのちゅうがく・こうとうがっこう）は、埼玉県さいたま市中央区に所在し、中高一貫教育を提供する私立女子中学校・高等学校。略称は淑与野（しゅくよの）。

## 概要
2015年4月まで中学と高校が別々の場所にあったが、高校が円阿弥キャンパスから、さいたま新都心駅や北与野駅から徒歩7分の淑徳与野中学校隣接地に移転。
高等学校において、中学校から入学した内部進学の生徒と高等学校から入学した外部進学生徒とでは3年間別クラスを編成する、併設型中高一貫校である。

## 沿革

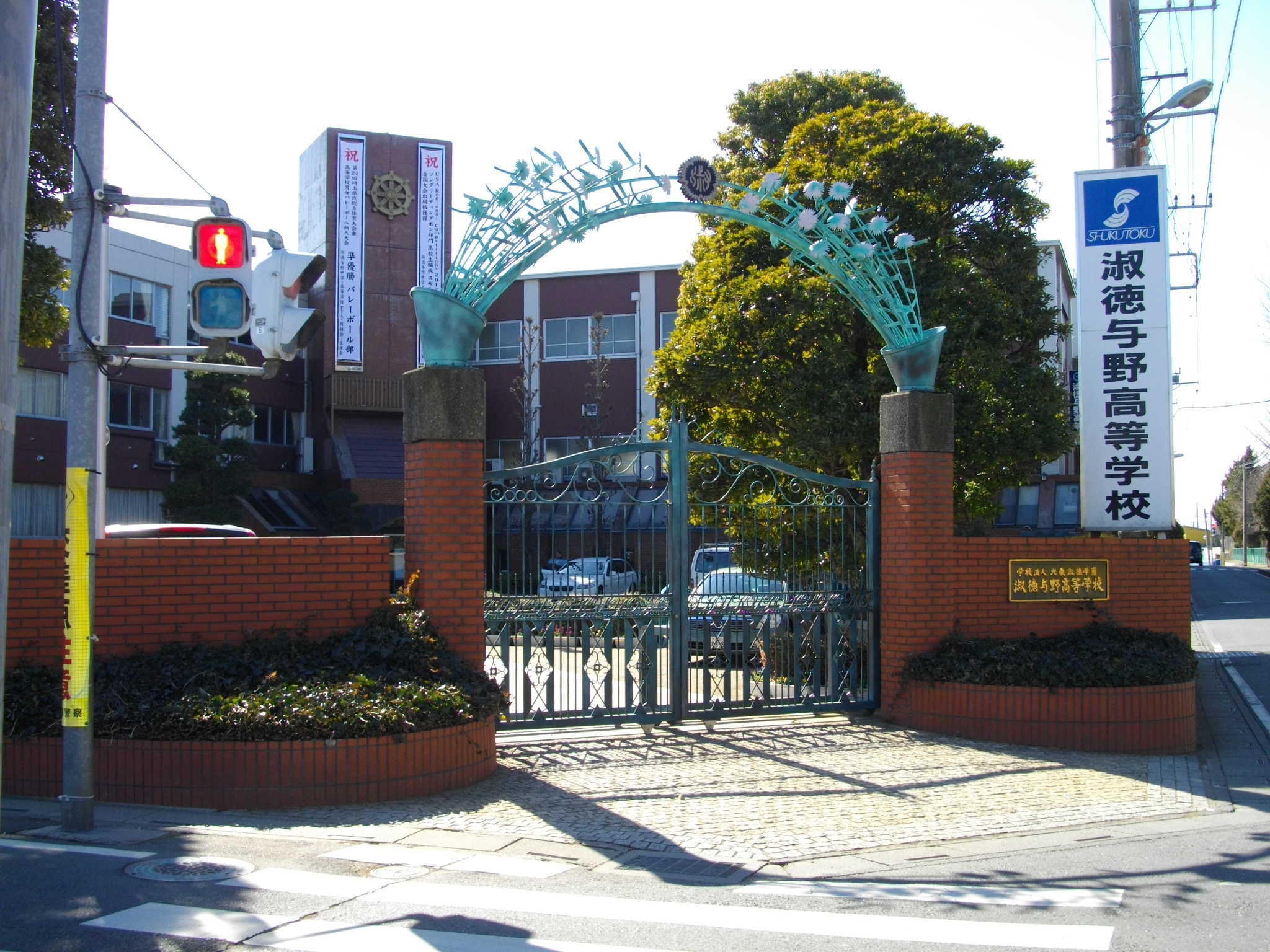
旧校舎

- 1946年（昭和21年）淑徳高等女学校の与野分校として創立される。
- 1948年（昭和23年）淑徳与野高等学校に名称を改称する。
- 1966年（昭和41年）普通科・商業科・保育科の3科を併設する。
- 1978年（昭和53年）商業科が廃止される。
- 1985年（昭和60年）保育科が廃止される。
- 2005年（平成17年）淑徳与野中学校を創立する。
- 2015年（平成27年）高等学校が円阿弥キャンパス（中央区円阿弥）から中学校に隣接する新都心キャンパスへ移転する。

## 類型制
- T類（超難関国公立大学理系・文系コース）
- SS類（難関国公立・私立大学理系コース）
- SA類（難関国公立・私立大学文系コース）
- R類（文系・理系大学コース）
- MS類   (文系・理系大学コース)
  - （インターナショナルコース）

中学校からの内部進学生は、高校2年からT類のみ外部生と文理別混合クラスになる。なお、平成21年度募集まではS類がI類、II類と分けられていた（I類‐国公立大学文系・理系コース、II類‐私立大学文系コース）。

## 特徴
- 浄土宗の仏教校でもある。
- 進学の希望によってクラス編成を行い、音楽・スポーツ・芸術などに秀でた生徒を対象とするコースも設置されている。
- ドラマ「ひとつ屋根の下」や、映画「真夏の方程式」のロケ地にもなっている。
- ドラマ「魔法×戦士 マジマジョピュアーズ!」のロケ地にもなっている。
- 移転後の高校新校舎は中学校舎と共にドラマ「表参道高校合唱部」のロケ地として利用された。
- ドラマ「ポリス×戦士 ラブパトリーナ!」第3話のロケ地にもなっている。
- ドラマ「ビッ友×戦士 キラメキパワーズ!」第38話のロケ地にもなっている。

## 制服
- 「品性」と「知性」と「機能性」を兼ね備えた新制服は2005年度から採用された。主に中学・高校と似たような作りになっている。
- 襟元に水色のラインの入った丸襟ブラウス（長袖・半袖）、紺色のポロシャツ（半袖、夏のみ可）、襟元にラインの入ったセーター（紺・白）、クリーム色のベスト、3つボタンブレザー、グレンチェックスカート（夏・冬）、紺ソックス、白ソックス等のアイテムがあり、季節や好みに合わせて組み合わせて着る。これらは全て指定である。
- 中学では紺ソックスは認められておらず、また冬スカートも赤のチェックとなっている。ブレザーも1つボタンのボレロとなっており、高校とは多少の違いが見受けられる。また、夏は青のリボン冬は赤リボンの着用が決められている。高校ではパンツスタイルの制服も用意されており、2012年度現在も冷え性の生徒などが着用しているが、指定のスカートと別に任意購入のため着用者は少ない。

## クラブ活動
中学校
バスケットボール部、バドミントン部、硬式テニス部、サッカー部、卓球部、剣道部、バトン部、科学部、歴史研究部、文芸部、ＥＳＳ部、美術部、音楽部、吹奏楽部、演劇部、筝曲部、書道部、茶道部、家庭科部、写真部、華道部、競技かるた部。
高校
バスケットボール部、バドミントン部、硬式テニス部、陸上競技部、ソフトボール部、剣道部、弓道部、サッカー部、卓球部、バトン部、テコンドー部、音楽部、科学部、軽音楽部、美術部、ダンス部、美術部、茶道部、吹奏楽部、筝曲部、インターアクト部、華道部、文芸部、家庭科部、科学部、演劇部、ＥＳＳ部、歴史研究部、写真部、華道部、競技かるた部、クイズ研究部。

## 交通
- JR各線「さいたま新都心駅」 徒歩約7分[2]。
- JR埼京線「北与野駅」 徒歩約7分[2]。
- JR各線・東武野田線・埼玉新都市交通伊奈線（ニューシャトル）「大宮駅」 徒歩約15分[2]。

## 著名な出身者

### 俳優
- 菅野美穂 - 女優
- 山口あゆみ - 女優
- 永岡真実 - 元女優・元グラビアアイドル
- 新井寛乃 - 元女優・元タレント

### タレント
- 村田ちひろ - 元タレント
- 秋山優 - 元タレント

### 声優
- 佐々木みち代 - 声優
- 及川ひとみ - 声優
- MAI - 声優・歌手

### 放送
- 田島葉子 - アナウンサー
- 松山桃子 - アナウンサー
- 宮崎真汐 - スポーツライター
- 井田寛子 - NHKキャスター・気象予報士
- 千種ゆり子 - テレビ朝日気象デスク・気象予報士
- 塚原あゆ子 - テレビドラマ演出家

## 系列校
- 淑徳大学
- 淑徳大学短期大学部
- 淑徳日本語学校
- 淑徳中学校・高等学校
- 淑徳巣鴨中学校・高等学校
- 淑徳小学校
- 淑徳幼稚園
- 淑徳与野幼稚園